# Hasegawa Corporation
La Hasegawa Corporation (株式会社ハセガワ?, Kabushiki Gaisha Hasegawa) è un'azienda di modellismo statico giapponese con sede a Shizuoka.

## Storia
Nel 1941 Hasegawa commercializza modelli in legno. Entra nel mondo della plastica nel 1961, con il primo modello di aliante. Nel giugno del 1962 in scala 1/450 presenta la Yamato, che riscuote un successo enorme con 150.000 pezzi venduti in un solo anno. Il velivolo in scala 1/90 F-104 Starfighter e in scala 1/70 il P-51 Mustang portano l'azienda ad abbandonare definitivamente il legno.
All'inizio utilizzano polistirene e l'Hasegawa diviene nota per l'accuratezza dei modelli. Hasegawa è importata da lungo periodo dalla Hobbico in nord America come Great Airplane Model Distributor. Nel 2010 Hasegawa stipula un contratto con Dragon Models Limited per gli Stati Uniti. Hasegawa è importatore di Revell per il Giappone, utilizzando il proprio marchio e vice versa Revell per l'Europa e nord America. 
I colori ufficiali dei kit sono della Gunze Sangyo, a differenza della Tamiya che ha un proprio prodotto marchiato.

## Prodotti

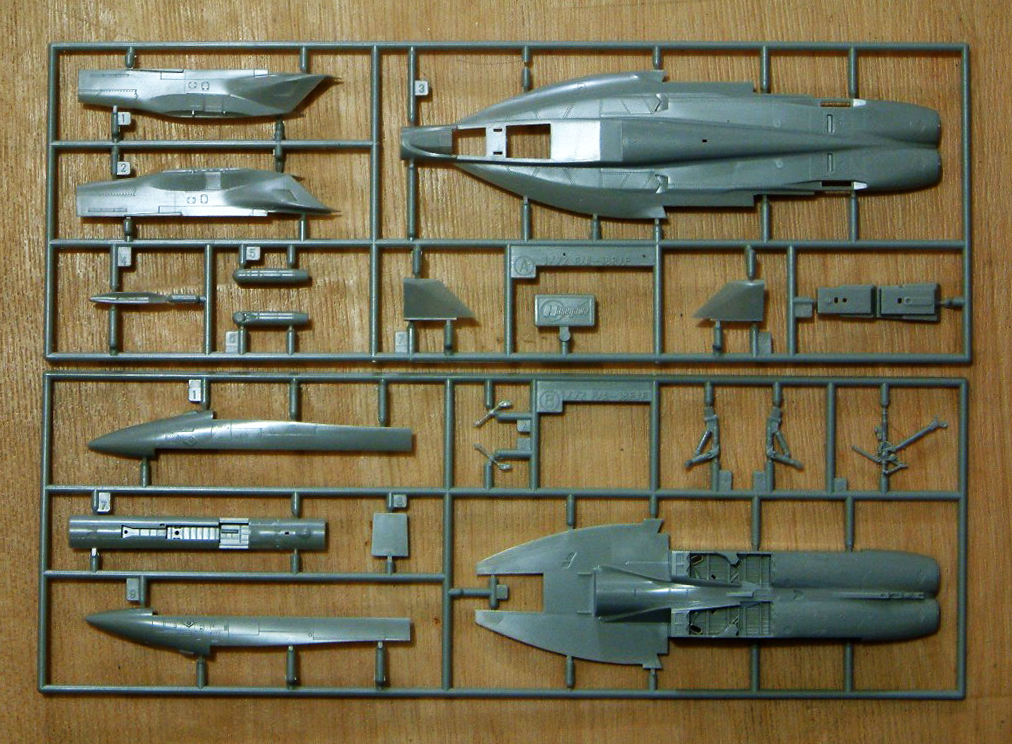
Stampata di plastica di un F/A-18

### Scala 1/12 automobili
Hasegawa produce Nissan 300ZX e Mazda RX-7.

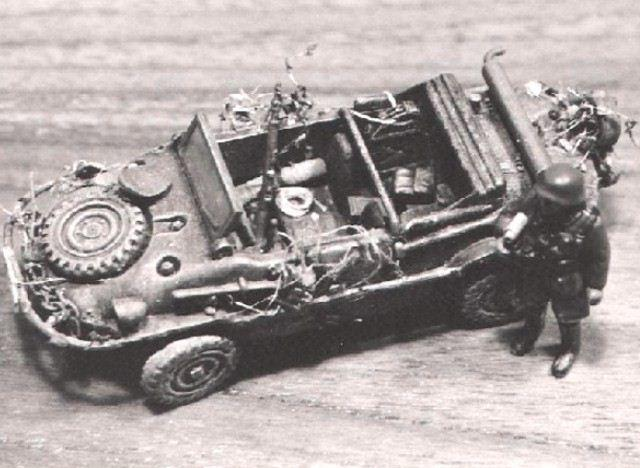
Volkswagen Schwimmwagen

### Scala 1/8 velivoli (Museum Series)
Dalla metà degli anni settanta Hasegawa produce una serie museale, di alta qualità, di velivoli. Con utilizzo di metallo, legno, plastica, gomma e altro. I modelli sono i seguenti:
- Fokker Dr.I
- Sopwith Camel
- Royal Aircraft Factory S.E.5
- Wright Flyer (1/16 scale).

Con il modello Fokker DR.I Hasegawa torna al passato con il legno della struttura, e le finiture in ottone oltre alla immancabile plastica. Fu introdotto alla metà degli anni settanta (Air International magazine, sezione Model Enthusiast, giugno 1975) e rieditato qualche volta negli anni successivi. I modelli 1/8 Museum Series hanno alto valore tra i collezionisti quando battuti alle aste.
Nel 2013-14 Hasegawa ha commercializzato un aggiornamento per tale serie; il motore rotativo per il Fokker Dr.I e il Sopwith Camel, oltre alla mitragliatrice Spandau and Lewis.

### Automobili scala 1/24
Hasegawa ha trovato successo con una gamma di modelli vasta, e un dettaglio notevole, in competizione con costruttori come Tamiya o Revell. Alcuni kit hanno incluse fotoincisioni, alcuni con versioni "Super Detail", con ulteriori foto incisioni e parti in metallo.
a linea Hasegawa include:
Collection Disk: Mitsubishi Galant e Lancer, Subaru Legacy e Impreza WRX, Honda Civic
Collection Rally: rally cars, dal 1970, come Lancia Stratos e Lancia Rally 037, alle moderne World Rally Championship, Subaru Impreza, Lancia Delta Integrale, Ford Focus.
Collection Speed: Touring car racing, Japanese Touring Car Championship, Honda Civic, Toyota Corolla e  BMW Serie 3.
Historic Car: Toyota 2000GT e Celica 1600GT, versioni varie di Nissan 240Z e Bluebird 510, Lamborghini Miura, Volkswagen Beetle e Volkswagen VW T1.
Historic Racing: Toyota 2000GT "1967 Fuji 24 Hour Race Winner," Nissan Bluebird 1600 SSS "1970 Safari Rally Winner" e Datsun Fairlady 240Z "1971 Safari Rally Winner."
Military Vehicle: Willys MB Jeep e Volkswagen Kübelwagen.
Racing Car: Gruppo C race cars, Jaguar XJR-8LM, Porsche 962, Sauber C9 e Toyota 88C-V, Ferrari 642, Benetton Ford B191B, Williams Renault FW14B.
World Famous Car: Jaguar XJ-S V12, Ferrari 328 e Ferrari 348 e Porsche 944, Porsche 968.

### Velivoli scala 1/32
Principalmente velivoli della seconda guerra mondiale, qualche jet, rarità come Fieseler Fi 156 Storch. Notevole il Mitsubishi Zero A6M5 disegnato sotto la supervisione di Jirō Horikoshi.

### Velivoli scala 1/48
Hasegawa arrivò tardi in questa scala, preceduta da Tamiya fin dagli anni'70.
La maggior parte sono velivoli militari della seconda guerra mondiale.

### Velivoli scala 1/72
La linea principale di Hasegawa. velivoli della seconda guerra mondiale e attuali, caccia e alcuni bombardieri plurimotore. La linea comprende anche modelli della FROG, della Monogram ed altri minori.
Hasegawa produce la linea completa di aerei della forza aerea imperiale giapponese come il Mitsubishi A6M Reisen Zero. Modelli della JASDF.
Hasegawa spesso vende edizioni limitate (1/48) con set di decal limitate: Navy One S-3 Viking, F-4 Phantom, F-15J Eagle e F-2A Viper Zero JASDF. Alcune volte vengono abbinati due kit per confezione.

### 1/72 Scale Armor

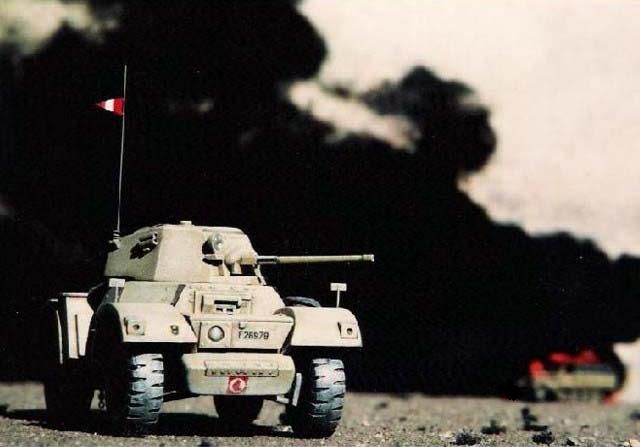
Daimler Mk II scala 1/72

Le "Minibox" rappresentano veicoli militari compatibili con la scala 1/72 dei velivoli.

### Tram scala 1/150
Hasegawa vende pronti all'uso modelli di tram sotto il nome di Modemo, giapponesi e americani.

### Velivoli scala 1/200

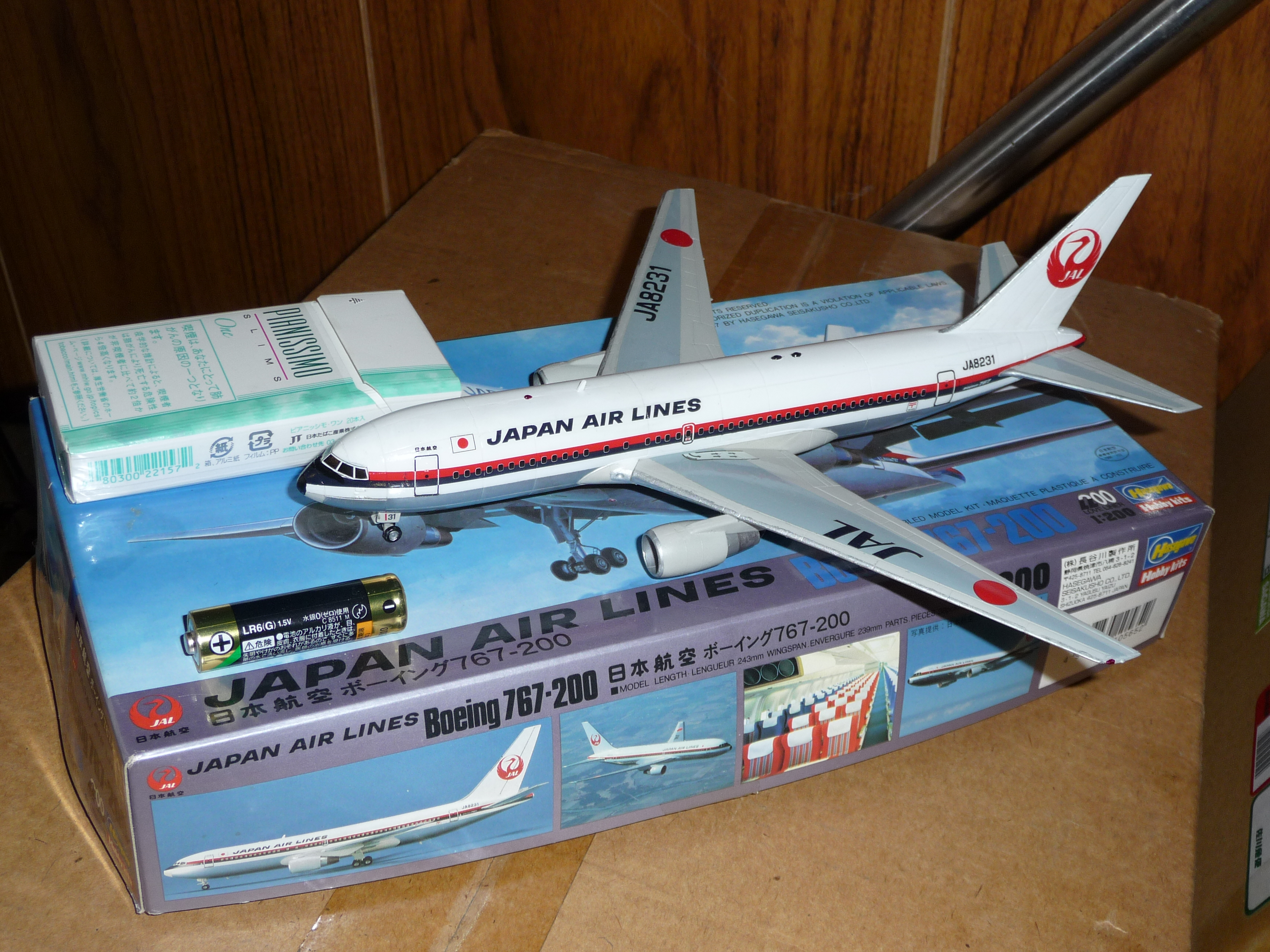
B767-200

Aerei di linea completi di decals: Boeing 747-200,787-8, 747-400, 777-200, 777-300, 767-300, 737-200, 737-500, 737-700, 737-800 e 727-200, McDonnell Douglas MD-90, MD-11, DC-10-40, DC-3, Lockheed L-1011, e Airbus A300. Nel passato anche, Boeing 737-400, 747-100, 747-300, 767-200, McDonnell Douglas MD-80, DC-9, DC-10-30, Airbus A320, A321.

### Fantascienza
Spacecraft e mecha da Macross e Ultraman, Virtual On video game franchise. Cyber Troopers Virtual-On Force, Cyber Troopers Virtual-On Marz, Maschinen Krieger ZbV 3000.

### Metallo
Nella serie "true scale", Hasegawa produce velivoli mini Egg Planes "grade-A jumbo scale".
Linee ovoidali dei velivoli reali, P-51 mustang, SR-71 blackbird e Space Shuttle.
La prima serie risale al 1972 (Air Enthusiast, section Model Enthusiast, aprile 1972). Successivamente vennero presentate versioni più simili al reale.